# ساردین بالی
ساردین بالی (نام علمی: Sardinella lemuru) نام یک گونه از سرده ساردینچه‌ها است.